# ياسوهيكو تاكيدا
ياسوهيكو تاكيدا (باليابانية: 武田泰彦) هو مجدف ياباني، ولد في 1937.

## وصلات خارجية
- ياسوهيكو تاكيدا على موقع الاتحاد الدولي للتجديف (الإنجليزية)
- ياسوهيكو تاكيدا على موقع أوليمبيديا (الإنجليزية)